# География на Соломоновите острови
Соломоновите острови е независима държава в югозападната част на Тихия океан, разположена между 6°36′ и 12°18′ ю.ш. и 155°31′ и 170°11′ и.д., като включва едноименния архипелаг (с изключение на островите Бугенвил и Бука), островните групи Санта Крус, Суолоу, Даф, островите Ренел, Белона и др. Площта ѝ е 28 380 km². Населението на страната към 1 януари 2021 г. е 707 850 души. Столица е град Хониара.

## Географско положение, островни групи
Соломоновите острови се простират в две вериги (североизточна и югозападна) от северозапад на югоизток на повече от 1400 km и представляват относително компактна група. Единични острови и малки островни групи са разположени предимно на изток от архипелага. Общо се състоят от 6 големи и 992 малки острова. Шестте големи острова са: Гуадалканал (5353 km²), Малаита (4307 km²), Сан Кристобал (3191 km²), Санта Изабел (2999 km²), Шуазьол (2971 km²) и Ню Джорджия (2037 km²). Островната група Санта Крус (748 km²) е отдалечена от най-южния остров на архипелага – Сан Кристобал – на 450 km. На 60 km на север от остров Нендо (най-големия в групата, 506 km²) лежи островната група Суоллоу. На 110 km североизточно от нея е островната група Даф (14 km²). На 320 km източно от остров Нендо е разположен остров Анута (Чери, 0,37 km²), на 42 km югоизточно от него е остров Фатутака (Митре, 0,18 km², най-източния остров на страната), а на 110 km югозападно от Анута е разположен най-южния остров на държавата Соломонови острови – Тикопиа (5 km²). Атола Онтонг Джава (Лорд Хау, 12 km²) отстои на 250 km североизточно от Санта Изабел. На югозапад от Соломоновите острови, на 190 km от Сан Кристобал, лежат два острова – Ренел (660 km²) и Белона (17 km²). Общата дължина на бреговата линия на Соломоновите острови е 3350 km.

## Геоложки строеж, релеф
„Високите“ вулканични острови на Соломоновия архипелаг са разположени върху подводен хребет. Планински вериги заемат почти целите им части и само покрай бреговете им има тесни и дълги низини. Сравнително широка брегова низина има само на североизточния бряг на остров Гуадалканал. Най-високата точка на страната връх Попоманасеу (2335 m) се намира на остров Гуадалканал. Островите са изградени от древни лави, върху които залягат млади вулканични и седиментни наслаги. Коралови варовици от времето на терциера се срещат на височина над 300 m, като надолу те се сменят с кватернерни варовици. Това свидетелства, че в далечното минало се е извършило издигане на островите. Понастоящем целият архипелаг бавно потъва. На островите се срещат угаснали и действащи вулкани, термални извори и често явление са земетресенията. Множество от островите са обградени с коралови рифове. Крайбрежните низини са разположени върху варовикови тераси, привързани към склоновете на вулканичните планини. Освен вулканични острови в архипелага има и малки коралови острови.
В островната група Санта Крус влизат седем вулканични острова, лежащи върху подводен планински хребет. Най-големите острови от тази група са Нендо, Утупуа, Ваникоро (Лаперуз) и Тинакула. Височината на остров Нендо е 550 m, а на Ваникоро – 923 m. Всички острови от групата са обградени от мощни коралови рифове.
Групата острови Суоллоу е образувана от 12 малки островчета, като височината им е от няколко метра до 50 m и представляват остатъци от издигнат атол. Островите Даф включват 10 вулканични островчета, като най-високото от тях е Таумако (365 m).
Източните острови Анута, Фатутака и Тикопиа се явяват върхове на подводни вулкани. Най-големия от тях – Тикопиа е с дължина 5 km, ширина 3 km и височина 366 m.
Групите острови Сикаиана и Онтонг Джава (Лорд Хау) представляват коралови атоли, състоящи се от множество ниски островчета. В атола Онтонг Джава те са повече от 100 и обкръжават лагуна с дължина 72 km и ширина 48 km.
Островите Ренел и Белона са издигнати коралови острови, бивши атоли. Ренел е с дължина 80 km и ширина до 16 km и се издига над нивото на океана на 150 m. Остров Белона е малък, като неговата дължина е 11,5 km и ширина 3 km.

## Климат, води
Екваториално-тропичния климат на Соломоновите острови се смекчава от влиянието на океана. От април до ноември се установява сравнително сухо и прохладно време, с преобладаване на югоизточните пасати. Горещия и влажен сезон продължава от ноември до април, като тогава на островите господстват северозападните мусони, понякога преминаващи в урагани и се изливат поройни дъждове. Средните месечни февруарски температури са 26,9°С, а средните августовски – 23,6°С. През януари сумата на валежите достига до 419 mm, а през „сухия“ юли – 160 mm. Годишната сума на валежите възлиза на 2500 – 3000 mm, като на някои места (например в столицата Хониара) те са 2100 mm, а на други – 8000 mm.
На всичките големи острови има многочислени къси и бурни планински реки и потоци, като на повечето от тях е удобно изграждането на малки ВЕЦ-ове. Езерата са малко. Най-голямото е Тингоа, намиращо се на издигнатия коралов остров Ренел. Високопланинско езеро, запълващо кратера на древен угаснал вулкан има на остров Тикопиа.

## Почви, растителност, животински свят
Най-разпространени на Соломоновите острови са червеноземните плодородни почви, разпространени по речните тераси и малките делти на реките.
Планините на вулканичните острови са покрити с гъсти и влажни гори, в които растат ценни дървесни видове. Само североизточните равнини на остров Гуадалканал са заети от савани. Ниските и равни участъци се използват за отглеждане на културни растения: кокосова палма, батати, таро, ямс, ориз, какао.
Животинският свят на Соломоновите острови е беден и е представен от опосуми, фалангери и горски мишки, а също и от много големи лалугери, които не се срещат никъде другаде на Земята. Много разнообразно е птичето царство. Във водите около островите има много видове риби, крокодили, морски костенурки, морски змии, мекотели.

## Полезни изкопаеми
Недрата на островите все още са слабо проучени. На остров Гуадалканал са открити и се разработват златни находища. На островната група Флорида, разположена на север от Гуадалканал, са открити залежи на железни и фероникелови руди, а също и магнезити. Значителни са находищата на боксити (около 300 млн.т), открити на остров Ренел, а запасите от фосфорити на остров Белона се оценяват на 10 млн.т. Фосфорити са открити още на издигнатия атол Санта Ана и на остров Санта Каталина, разположени край остров Сан Кристобал. Малки залежи на азбест има на остров Шуазьол в района на Кумборо.